# ISO 3166-2:KN

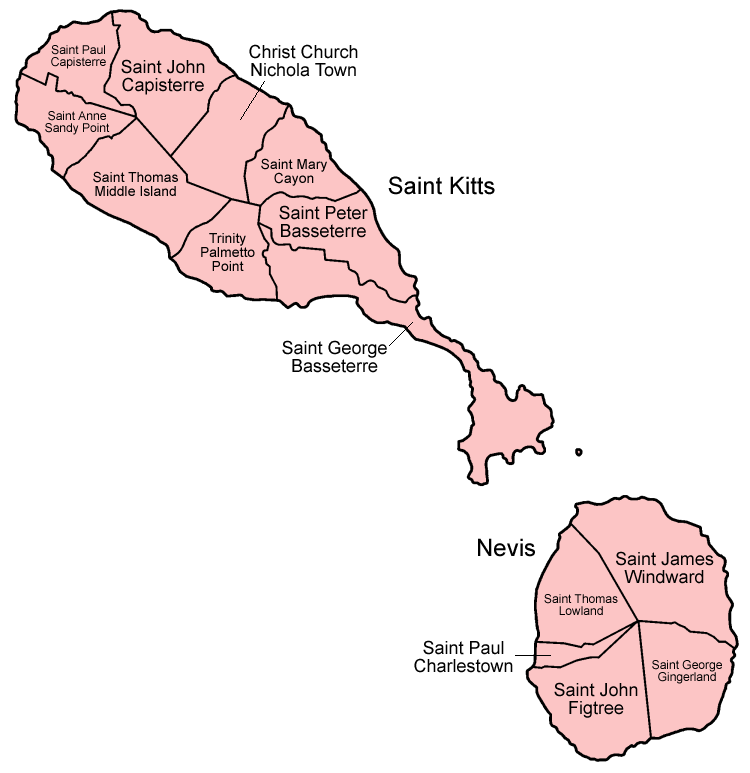
Fyzické rozdělení státu Svatého Kryštofa a Nevis

Kódy ISO 3166-2 pro Svatého Kryštofa a Nevis identifikují 2 státy a 14 farností (stav v březnu 2015). První část (KN) je mezinárodní kód pro Svatého Kryštofa a Nevis, druhá část sestává z jednoho písmene identifikujícího stát a dvou číslic v případě farností.

## Seznam kódů
```
KN-K 
Svatý Kryštof
 (Basseterre)
KN-N 
Nevis
 (Charlestown)
```

```
KN-01 Christ Church Nichola Town
KN-02 Saint Anne Sandy Point
KN-03 Saint George Basseterre
KN-04 Saint George Gingerland
KN-05 Saint James Windward
KN-06 Saint John Capisterre
KN-07 Saint John Figtree
KN-08 Saint Mary Cayon
KN-09 Saint Paul Capisterre
KN-10 Saint Paul Charlestown
KN-11 Saint Peter Basseterre
KN-12 Saint Thomas Lowland
KN-13 Saint Thomas Middle Island
KN-15 Trinity Palmetto Point
```